# ادوارد ویلیامز

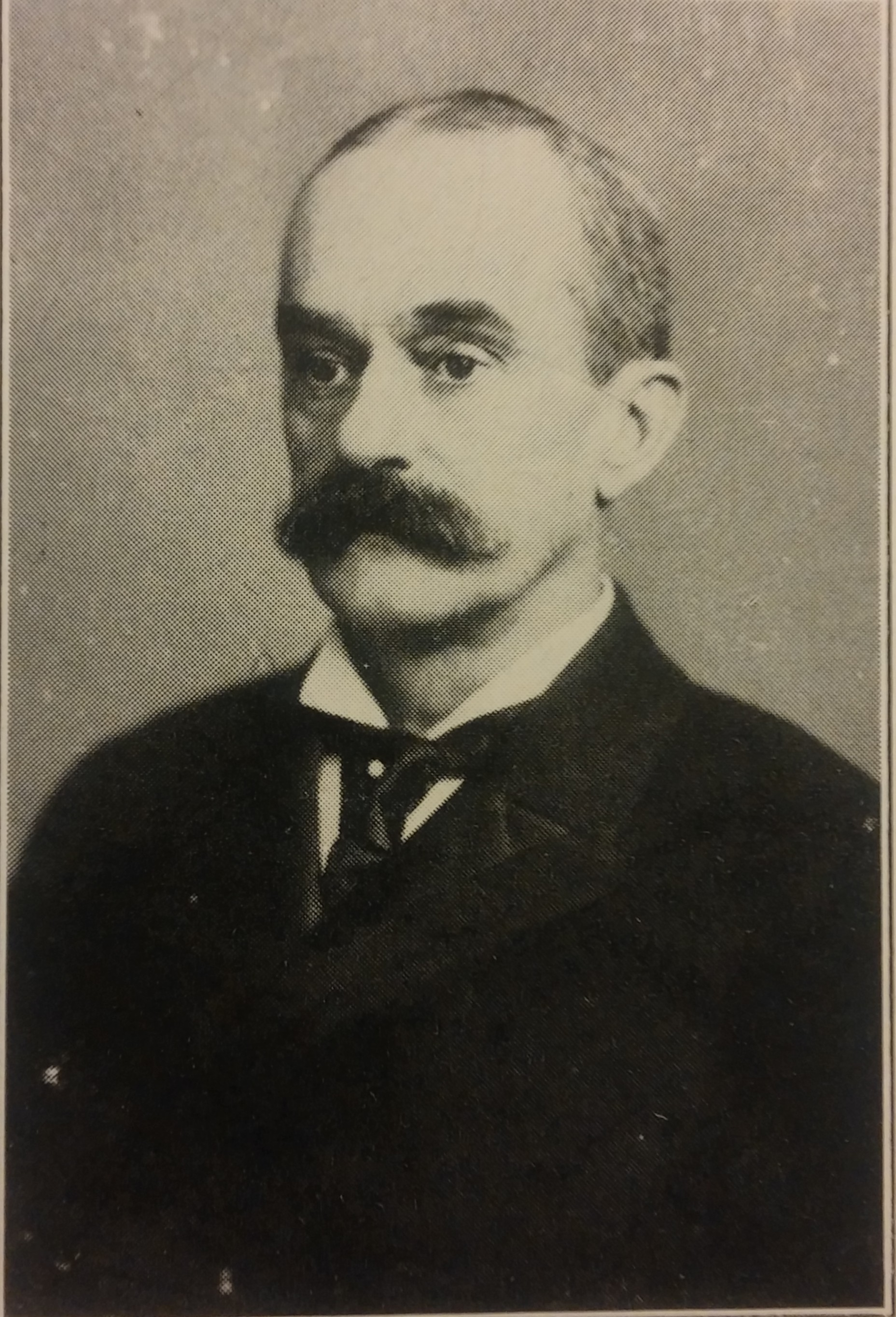
نگاره‌ای از ادوارد ویلیامز، تاجر آمریکایی - ۱۸۸۰

ادوارد ویلیامز (به انگلیسی: Edward Williams) (می ۱۰، ۱۸۴۳ – می ۴، ۱۹۰۳) تاجر آمریکایی و یکی از بنیانگذاران شرکت شروین-ویلیامز است. وی متولد کلیولند اوهایو بود. ویلیامز مدرک کارشناسی و کارشناسی ارشد خود را از دانشگاه کیس وسترن رزرو اخذ کرد و سپس با همکاری هنری شروین موفق به تأسیس شرکت شورین-میلیامز در سال ۱۸۶۶ شد که یکی از بزرگترین شرکت‌های سازنده رنگ و رزین‌های صنعتی جهان است و ناکنون نیز به همین نام باقی مانده‌است.